# Giro do Friuli Venezia Giulia
O Giro do Friuli Venezia Giulia (oficialmente: Giro della Regione Friuli Venezia Giulia) é uma competição de ciclismo profissional italiana por etapas que se disputa na região de Friuli-Veneza Julia.
Foi criada em 1962 como corrida amador e manteve esse status até 2004 sendo esse último ano como amador de categoria 2.6 (máxima categoria amador), por isso a maioria dos seus ganhadores têm sido italianos. Em 1976 não se disputou devido ao Terramoto do Friuli de 1976. Em 2006 ascendeu ao profissionalismo enquadrado no UCI Europe Tour, dentro a categoria 2.2 (última categoria do profissionalismo).

## Palmarés
Em amarelo: edição amador.
| Ano       | Ganhador                                            | Segundo                                             | Terceiro                                            |
| --------- | --------------------------------------------------- | --------------------------------------------------- | --------------------------------------------------- |
| 1962      | Giovanni De Franceschi                              | ?                                                   | ?                                                   |
| 1963      | Felice Gimondi                                      | ?                                                   | ?                                                   |
| 1964      | Giovanni De Franceschi                              | ?                                                   | ?                                                   |
| 1965      | Marino Basso                                        | ?                                                   | ?                                                   |
| 1966      | Giuseppe Bolzan                                     | ?                                                   | ?                                                   |
| 1967      | Emilio Santantonio                                  | ?                                                   | ?                                                   |
| 1968      | Giorgio Mantovani                                   | ?                                                   | ?                                                   |
| 1969      | Alessio Peccolo                                     | ?                                                   | ?                                                   |
| 1970      | Tommaso Giroli                                      | ?                                                   | ?                                                   |
| 1971      | Giovanni Dalla Bona                                 | ?                                                   | ?                                                   |
| 1972      | Alessio Peccolo                                     | ?                                                   | ?                                                   |
| 1973      | Alfredo Chinetti                                    | ?                                                   | ?                                                   |
| 1974      | Mario Gualdi                                        | ?                                                   | ?                                                   |
| 1975      | Philip Edwards                                      | ?                                                   | ?                                                   |
| 1976      | Suspendida por causa do Terramoto do Friuli de 1976 | Suspendida por causa do Terramoto do Friuli de 1976 | Suspendida por causa do Terramoto do Friuli de 1976 |
| 1977      | Claudio Corti                                       | ?                                                   | ?                                                   |
| 1978      | Tullio Bertacco                                     | ?                                                   | ?                                                   |
| 1979      | Claudio Gosetto                                     | ?                                                   | ?                                                   |
| 1980      | Maurizio Piovani                                    | ?                                                   | ?                                                   |
| 1981      | Claudio Argentin                                    | ?                                                   | ?                                                   |
| 1982      | Massimo Saccani                                     | ?                                                   | ?                                                   |
| 1983      | Maurizio Bonizzatto                                 | ?                                                   | ?                                                   |
| 1984      | Claudio Chiappucci                                  | ?                                                   | ?                                                   |
| 1985      | Bruno Bulic                                         | ?                                                   | ?                                                   |
| 1986      | Federico Longo                                      | ?                                                   | ?                                                   |
| 1987      | Ivan Parolin                                        | ?                                                   | ?                                                   |
| 1988      | Gianluca Zanini                                     | ?                                                   | ?                                                   |
| 1989      | Carlo Benigni                                       | ?                                                   | ?                                                   |
| 1990      | Vincenzo Galati                                     | ?                                                   | ?                                                   |
| 1991      | Gilberto Simoni                                     | ?                                                   | ?                                                   |
| 1992      | Cristian Zanolini                                   | ?                                                   | ?                                                   |
| 1993      | Gilberto Simoni                                     | ?                                                   | ?                                                   |
| 1994      | Rudy Mosole                                         | ?                                                   | ?                                                   |
| 1995      | Marco Fincato                                       | ?                                                   | ?                                                   |
| 1996      | Rodolfo Ongarato                                    | ?                                                   | ?                                                   |
| 1997      | Rodolfo Ongarato                                    | ?                                                   | ?                                                   |
| 1998      | Danilo Di Luca                                      | ?                                                   | ?                                                   |
| 1999      | Aleksandar Nikačević                                | ?                                                   | ?                                                   |
| 2000      | Raffaele Ferrara                                    | ?                                                   | ?                                                   |
| 2001      | Ruslan Pidgornyy                                    | ?                                                   | ?                                                   |
| 2002      | Luca Solari                                         | ?                                                   | ?                                                   |
| 2003      | Ruslan Pidgornyy                                    | Alessandro Ballan                                   | Maxim Rudenko                                       |
| 2004      | Matej Mugerli                                       | Hrvoje Miholjević                                   | Paolo Bailetti                                      |
| 2005      | Não se disputou                                     | Não se disputou                                     | Não se disputou                                     |
| 2006      | Boris Shpilevsky                                    | Gianluca Coletta                                    | Darwin Luis Urrea                                   |
| 2007      | Alexander Filipov                                   | Vladimir Kerkez                                     | Simone Stortoni                                     |
| 2008      | Hrvoje Miholjević                                   | Robert Vrečer                                       | Luca Gasparini                                      |
| 2009      | Gianluca Brambilla                                  | Pavel Kochetkov                                     | Giuseppe Pecoraro                                   |
| 2010      | Vegard Stake Laengen                                | Carlos Manarelli                                    | Matteo Busato                                       |
| 2011      | Matteo Busato                                       | Carmelo Panto                                       | Axel Domont                                         |
| 2012      | Diego Rosa                                          | Bob Jungels                                         | Edoardo Zardini                                     |
| 2013      | Jan Polanc                                          | Daniele Dall'Oste                                   | Ivan Rovny                                          |
| 2014      | Simone Antonini                                     | David Wöhrer                                        | Rasmus Quaade                                       |
| 2015      | Gaëtan Bille                                        | Stephan Rabitsch                                    | Colin Stüssi                                        |
| 2016-2017 | Não se disputou                                     | Não se disputou                                     | Não se disputou                                     |
| 2018      | Tadej Pogačar                                       | Dmitri Sokolov                                      | Andrea Di Renzo                                     |

## Palmarés por países
| País      | Vitórias |
| --------- | -------- |
| Itália    | 42       |
| Eslovênia | 3        |
| Ucrânia   | 2        |
| Rússia    | 2        |
| Sérvia    | 1        |
| Croácia   | 1        |
| Noruega   | 1        |
| Bélgica   | 1        |